# Deutzia yunnanensis
Deutzia yunnanensis är en hortensiaväxtart som beskrevs av S.M. Hwang. Deutzia yunnanensis ingår i släktet deutzior, och familjen hortensiaväxter. Inga underarter finns listade i Catalogue of Life.